# Sporting News Coach of the Year Award
Lo Sporting News Coach of the Year Award è un premio conferito annualmente agli allenatori del campionato di pallacanestro NCAA Division I dalla testata giornalistica statunitense Sporting News.
Il premio è stato assegnato per la prima volta nel 1964.

## Albo d'oro
- 1964: John Wooden,  UCLA Bruins
- 1965: non assegnato
- 1966: Adolph Rupp,  Kentucky Wildcats
- 1967: Jack Hartman,  S. Illinois Salukis
- 1968: Guy Lewis,  Houston Cougars
- 1969: John Wooden,  UCLA Bruins
- 1960: Adolph Rupp,  Kentucky Wildcats
- 1971: Al McGuire,  Marquette G. Eagles
- 1972: John Wooden,  UCLA Bruins
- 1973: John Wooden,  UCLA Bruins
- 1974: Digger Phelps,  Notre Dame F. Irish
- 1975: Bob Knight,  Indiana Hoosiers
- 1976: Tom Young,  Rutgers Scarlet Knights
- 1977: Lee Rose,  Charlotte 49ers
- 1978: Bill Foster,  Duke Blue Devils
- 1979: Bill Hodges,  Ind. St. Sycamores
- 1980: Lute Olson,  Iowa Hawkeyes
- 1981: Dale Brown,  LSU Tigers
- 1982: Ralph Miller,  Oregon St. Beavers
- 1983: Denny Crum,  Louisville Cardinals
- 1984: John Thompson Jr.,  Georgetown Hoyas
- 1985: Lou Carnesecca,  St. John's R. Storm

- 1986: Denny Crum,  Louisville Cardinals
- 1987: Rick Pitino,  Providence Friars
- 1988: John Chaney,  Temple Owls
- 1989: P.J. Carlesimo,  Seton Hall Pirates
- 1990: Jim Calhoun,  UConn Huskies
- 1991: Rick Pitino,  Kentucky Wildcats
- 1992: Mike Krzyzewski,  Duke Blue Devils
- 1993: Eddie Fogler,  Vand. Commodores
- 1994: Norm Stewart,  Missouri Tigers
- 1995: Jud Heathcote,  MSU Spartans
- 1996: John Calipari,  UMass Minutemen
- 1997: Roy Williams,  Kansas Jayhawks
- 1998: Bill Guthridge,  N. Carol. Tar Heels
- 1999: Cliff Ellis,  Auburn Tigers
- 2000: Bob Huggins,  Cincinnati Bearcats

Bill Self,  Tulsa G. Hurricane
- 2001: Al Skinner,  Boston C. Eagles
- 2002: Ben Howland,  Pittsburgh Panthers
- 2003: Tubby Smith,  Kentucky Wildcats
- 2004: Mike Montgomery,  Stanford Cardinal
- 2005: Bruce Weber,  Illinois Fighting Illini

- 2006: Bruce Pearl,  Tenn. Volunteers
- 2007: Tony Bennett,  Wash. St. Cougars
- 2008: Keno Davis,  Drake Bulldogs
- 2009: Bill Self,  Kansas Jayhawks
- 2010: Jim Boeheim,  Syracuse Orange
- 2011: Jamie Dixon,  Pittsburgh Panthers
- 2012: Bill Self,  Kansas Jayhawks
- 2013: Jim Crews,  St. Louis Billikens
- 2014: Gregg Marshall,  WSU Shockers
- 2015: John Calipari,  Kentucky Wildcats
- 2016: Tubby Smith,  TTU Red Raiders
- 2017: Mark Few,  Gonzaga Bulldogs
- 2018: Mick Cronin,  Cincinnati Bearcats
- 2019: Mike Young,  Wofford Terriers
- 2020: Anthony Grant,  Dayton Flyers
- 2021: Juwan Howard,  Michigan Wolverines
- 2022: Ed Cooley,  Providence Friars
- 2023: Rodney Terry,  Texas Longhorns
- 2024: Dan Hurley,  UConn Huskies
- 2025: Kelvin Sampson,  Houston Cougars